# صباح خليل المؤيد
صباح خليل المؤيد (ولدت في 23 مايو 1954 في المنامة، البحرين) مصرفية وسيدة أعمال بحرينية. تعتبر أول بحرينية تشغل وظيفة مدير عام بنك في البحرين.

## النشأة والتعليم
ولدت المؤيد في عام 1954 في العاصمة البحرينية المنامة.
حصلت على شهادة البكالوريوس في إدارة الأعمال والاقتصاد من الجامعة الأميركية في بيروت بلبنان. ثم حصلت على ماجستير في إدارة الأعمال المالية من جامعة دي بول بالولايات المتحدة. كما أتمت برنامج الإدارة المتقدمة من كلية وارتون لإدارة الأعمال من الولايات المتحدة في عام 1999 وبرنامج القيادات التنفيذية من كلية داردن لإدارة الأعمال من الولايات المتحدة في عام 2001.

## المسيرة المهنية
في عام 1977 التحقت بالعمل المصرفي بوظيفة مدربة تنفيذية في سيتي بنك. تدرجت في مناصب إدارية إلى وظيفة مدير قسم إدارة المخاطر وتسويق الخدمات للمؤسسات المالية في دول الخليج العربي واستمرت حتى 1981.
في عام 1982 التحقت ببنك الخليج المتحد بمنصب نائب رئيس وشغلت مناصب إدارة المخاطر وإدارة القروض المشتركة والتمويل الخارجي. بعد ذلك شغلت منصب التخطيط الاستراتيجي والاستثمار ورئيس قسم الشركات والتجارة الخارجية والمؤسسات المالية.
عملت المديرة العامة المساعدة في قسم الأعمال المصرفية للشركات في بنك البحرين الوطني من 1988 إلى 1996. شغلت منصب نائب الرئيس التنفيذي في البنك الأهلي التجاري في العام 1996 ثم رئيسة تنفيذية وعضوة مجلس إدارة حتى العام 2004.
عينت مديرة عامة لبنك الإسكان في العام 2004.
حضرت دورات متقدمة في الإدارة العليا في جامعات عالمية وهي متحدثة في كثير من المحافل والندوات المصرفية الإقليمية والمحلية. تقلدت عدة مناصب وعضويات في بعض المؤسسات منها:
- رئيسة مجلس إدارة شركة تطوير المنطقة الجنوبية وشركة الجنوب للسياحة وشركة عقارات الإسكان.
- عضوة مجلس إدارة المجلس الأعلى للتعليم وشركة نسيج بنك البحرين للتنمية[5][6] وبنك البحرين الوطني وشركة ممتلكات البحرين القابضة[7] وعضوة مستقلة في اللجنة التنفيذية لبنك الإبداع.
- عضوة مجلس أمناء الجامعة الأمريكية في بيروت بلبنان وجمعية الشرف دلتاميو في الولايات المتحدة.
- عضوة سابقة في اللجنة الاستشارية لمجلس التعاون لدول الخليج العربية.
- ترأست جمعية المصرفيين البحرينيين سابقا.
- عضوة سابقة في المجلس الأعلى للمرأة (2001-2004).
- عضوة لجنة التجارة الخارجية في غرفة التجارة بمملكة البحرين.
- عضوة مجلس الأمناء لمدرسة بيان البحرين النموذجية.

في 18 مارس 2013 أعلن وزير الإسكان رئيس مجلس إدارة بنك الإسكان باسم الحمر أن المؤيد قد قدمت استقالتها من منصبها كمدير عام للبنك بعد 9 سنوات من العمل الدؤوب مع فريق عمل في البنك ما ساهم في نقل البنك من مرحلة حرجة إلى ما هو عليه. وأعلن البنك أن مجلس إدارة البنك قبل الاستقالة بناء على رغبتها.
في عام 2014 أصبحت الشريكة الإدارية في شركة إدارة الموارد البشرية الذكية وهي شريكة في شركة دروب للاستشارات من 2019 ورئيسة مجلس إدارة شركة فلات 6 لابز البحرين منذ 2016 وتشغل عضوية مجلس الإدارة كل من شركة لازوردي للمجوهرات من 2016 وبتك الإبداع في البحرين من 2015 ومجلس التعليم العالي البحريني من 2012.

## الحياة الشخصية
متزوجة ولديها ابنان وبنت واحدة.